# Асеред
Асеред (ісп. Acered) — муніципалітет в Іспанії, у складі автономної спільноти Арагон, у провінції Сарагоса. Населення — 160 осіб (2010).
Муніципалітет розташований на відстані близько 190 км на схід від Мадрида, 90 км на південний захід від Сарагоси.

## Демографія
Динаміка населення (INE ):